# Famille Le Bé
La famille Le Bé est une famille d'artisans français.

## Histoire
Elle s'est orthographiée successivement Le Ber, Le Bey et Le Bé.
Gilles-André de La Rocque et François-Alexandre Aubert de La Chenaye-Desbois font remonter leur titre de noblesse au 25 26 février 1491 par sentence de Jean Roffey, lieutenant général du bailliage de Troyes.

## Membres
- Guyot Le Ber, paupeleur ayant en location le moulin de Saint-Quentin[3] en 1405, en association de son fils, imposé de cinq sol tournois en 1439[4]
  - Jean Le Ber, loue un moulin au faubourg de Preère (Preize), en 1406 en plus de l'association avec son père pour le moulin st-Quentin.
  - Guyot II Le Ber, épouse Jeannette veuve de Girard Barre, .
    - Jean II Le Ber, moulin Verrières qu'il exploitait encore en 1473[5] et celui de la Pielle. En 1474 il prenait en bail emphythéotique perpetuel le moulin de Sancey qu'il laissait à ses enfants[6]. Il avait épousé Marguerite de Bray et eurent sept enfants qui suivent.

  - François Le Ber.

### Enfants de Jean Le Bé et de Margueritte de Bray
- Pierre Le Bé, 1470 avant 1546. Il relève les armes de Simone le Compasseur sa grand-mère paternelle, sieur de Courgennes. marié à Marguerite Péricard puis Guillemette de Marconville dont les enfants suivent :
  - ? Le Bé, mariée à Martin de St-Amour,
  - ? Le Bé, mariée à Edmond Marguin,
  - Denis Le Bé, épousait Catherine Péricard puis Guillemette Le Tartier. Il était conseiller de Troyes[7].
    - Denis II Le Bé, sieur de Batilly, mariée à Antoinette Bertin.
    - Louise Le Bé, mariée à Marin Buisson, seigneur de Courmononcle.
    - Nicole Le Bé, mariée à Sébastien Bruneau.
    - Antoine Le Bé.
    - Gratien Le Bé.
    - Pierre Le Bé[8]
- Jeanne Le Bé, mariée à Gilet Natey, papetier.
- Guillaume Le Bé, marié à Nicole Piétrequin ils exploiten le Moulin de Chaillouet et est papetier juré de l'Université de Paris, prenait un emprunt de dix livres, en 1520 pour l'entrée du roi à Troyes[9]
  - Guillaume II Le Bé, marié à Madeleine de Saint-Aubin, fils suivant.
    - François Le Bé, mari de Marie Huez, puis de Péronelles Heurles.
    - Edmé Le Bé.
    - Pierre Le Bé, dit le jeune, époux de Marie Rebours. Echevin de Troyes en 1589.
    - Nicolas Le Bé, mort vers 1609, maire de Troyes (1582), échevin de la ville[10], papetier juré de l'Université de Paris, détenteur de la mairie royale de Vannes (1557). Il est marié avec Françoise Belin, fils suivant.
      - Jacques Le Bé, marié avec Françoise Le Cornuat. Papetier juré. Maire de Troyes en 1604.

  - Marguerite, mariée à Guillaume de st-Aubin.
  - Pierre, drapier à Troyes.
  - Jean III, papetier juré exploitait avec son père le Moulin de la Moline.

marié à Jeanne Frévault. Ne se mariait pas.
- Roline Le Bé, mariée à Nicolas Ludot, papetier[11]
- Claude Le Bé, mariée à Philippe Le Mercier 
  - Jean le Mercier, seigneur de Mosny,
  - Marguerite le Mercier, mariée à Jean Factet,
  - Madeleine Le Mercier, mariée à Nicolas Largentier ;

puis à François Perignon.
- Simone Le Bé, mariée à Jacques Luillier, sergent à cheval.
- Nicole Le Bé, mariée à Jean Grenant.

### Filigranes

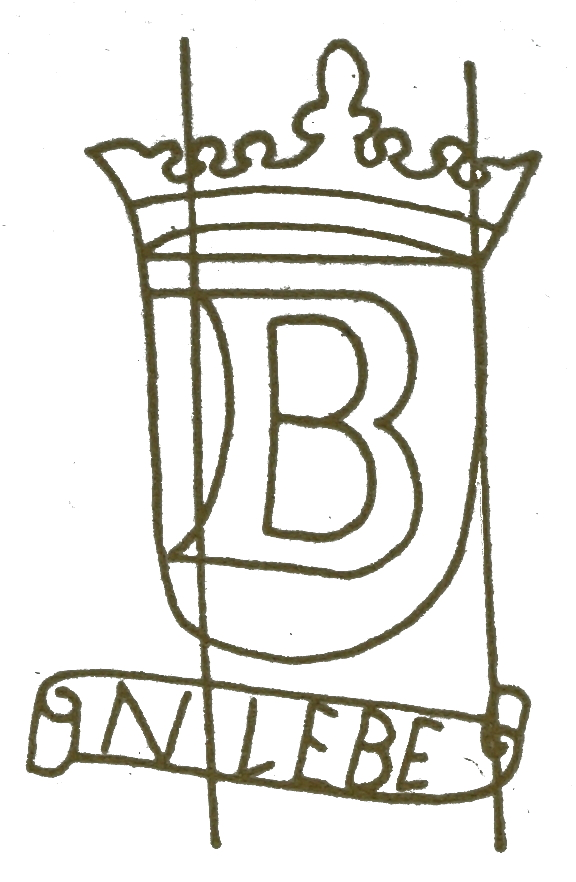
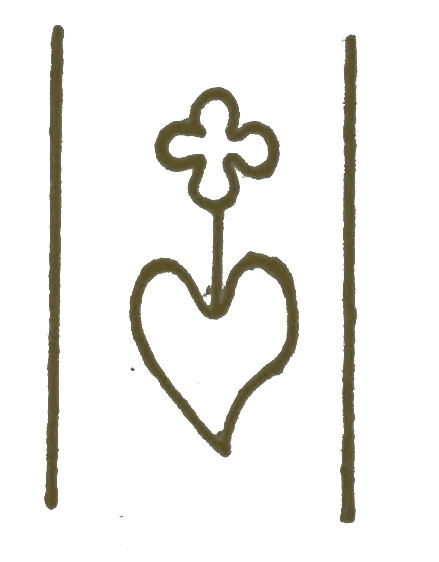
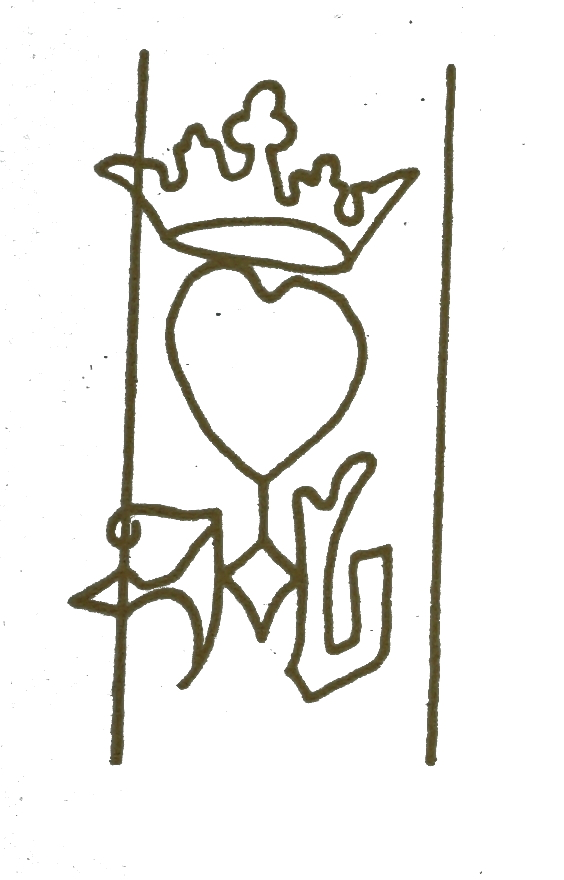
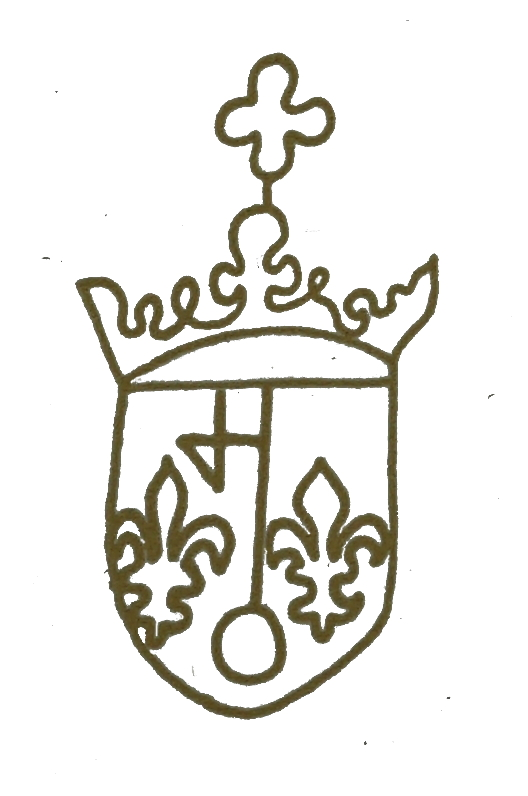
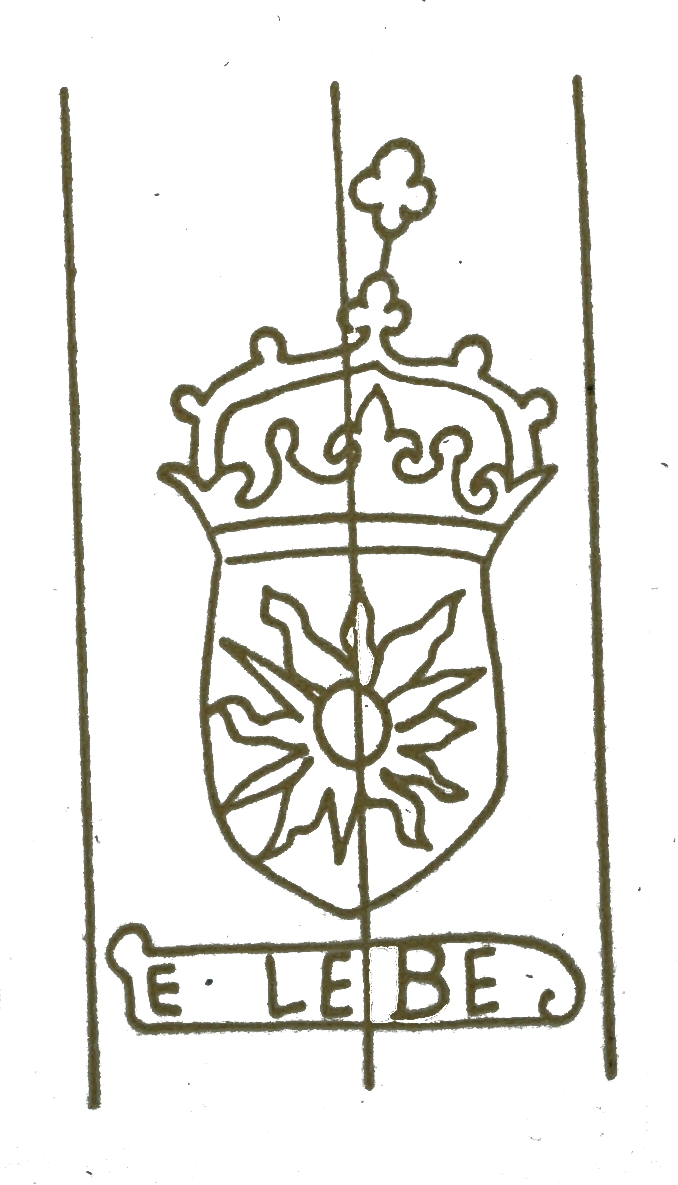
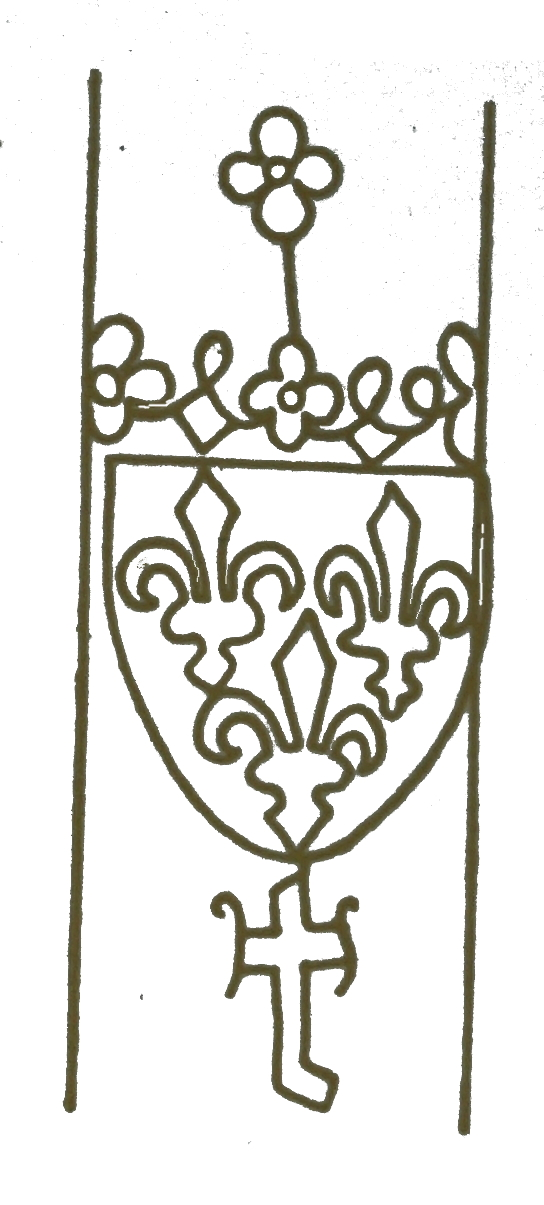

## Pour approfondir